# Goudmuis
De goudmuis (Ochrotomys nuttalli) is een knaagdier uit de onderfamilie Neotominae. Het is de enige soort van de geslachtengroep Ochrotomyini en het geslacht Ochrotomys. Dit dier leeft in het zuidoosten van de Verenigde Staten, van Missouri en Virginia tot Texas en Florida. Deze muis werd oorspronkelijk als een nauwe verwant van Peromyscus gezien, maar latere gegevens toonden aan dat het de enige soort is uit een aparte tak van de Neotominae.
De goudmuis is een middelgrote, deels in bomen levende muis met een middellange staart. De achtervoeten zijn kort en breed. De vijfde teen is vrij lang. De derde onderkies is slechts iets kleiner dan de tweede. Het dier heeft zes borst- en dertien buikwervels. Het baculum (penisbot) is kort en breed. Het karyotype bedraagt 2n=52.